# Lista de prêmios e indicações recebidos por Red Velvet
Esta é a lista de prêmios e indicações recebidos por Red Velvet, um grupo feminino sul-coreano formado em 2014 pela S.M. Entertainment. Depois de estrear com seu primeiro single "Happiness" em agosto de 2014, o grupo ganhou vários prêmios de "Melhor Novo Artista" de vários prêmios em seu país natal, como o Golden Disc Awards, Seoul Music Awards e o Korean Entertainment Arts Awards. Elas já ganharam vários prêmios por sua música, apresentações, estilo e popularidade. Elas também foram indicadas para prêmios como “Artista do Ano” e “Canção do Ano” em cerimônias de premiação como Melon Music Awards, Mnet Asian Music Awards e em fevereiro de 2018, a Korean Korean Producer Association as premiou como "Artista do Ano" de 2017.
A partir de 2017, o grupo acumulou mais de 38 troféus de programas musicais da Coreia do Sul, ganhando o primeiro em 27 de março de 2015 no Music Bank, sete meses após sua estreia oficial, para o single "Ice Cream Cake" do EP de estreia do mesmo nome.

## Coreano

### Gaon Chart Music Awards
O Gaon Chart Music Awards é um grande show de prêmios musicais que é realizado anualmente na Coreia do Sul pela tabela de registro de música nacional Gaon Chart.
| Ano  | Categoria                 | Recipiente         | Resultado |
| ---- | ------------------------- | ------------------ | --------- |
| 2015 | Novo Artista do Ano       | Red Velvet         | Indicado  |
| 2016 | Performance Quente do Ano | Red Velvet         | Venceu    |
| 2016 | Cantor Popular do Ano     | Red Velvet         | Indicado  |
| 2016 | Canção do Mês (Setembro)  | "Dumb Dumb"        | Indicado  |
| 2017 | Canção do Mês (Setembro)  | "Russian Roulette" | Indicado  |
| 2018 | Canção do Mês (Fevereiro) | "Rookie"           | Indicado  |
| 2018 | Canção do Mês (Julho)     | "Red Flavor"       | Indicado  |
| 2018 | Canção do mês (Novembro)  | "Peek-A-Boo"       | Indicado  |
| 2019 | Canção do Mês (Janeiro)   | ''Bad Boy''        | Indicado  |
| 2019 | Canção do Mês (Agosto)    | ''Power Up''       | Venceu    |
| 2020 | Canção do Mês (Junho)     | ''Zimzalabim''     | Indicado  |
| 2020 | Canção do Mês (Agosto)    | ''Umpah Umpah''    | Indicado  |

### Golden Disc Awards
O Golden Disc Awards é uma premiação musical fundada em 1986, apresentada anualmente pela Associação da Indústria Musical da Coreia, por realizações notáveis na indústria da música na Coreia do Sul.
| Ano  | Categoria                                   | Recipiente                   | Resultado |
| ---- | ------------------------------------------- | ---------------------------- | --------- |
| 2015 | Bonsang Digital                             | "Happiness"                  | Indicado  |
| 2015 | Prêmio de Novo Artista                      | Red Velvet                   | Venceu    |
| 2015 | Prêmio de Popularidade                      | Red Velvet                   | Indicado  |
| 2016 | Daesang Digital                             | "Ice Cream Cake"             | Indicado  |
| 2016 | Bonsang Digital                             | "Ice Cream Cake"             | Venceu    |
| 2016 | Disco Bonsang                               | The Red                      | Indicado  |
| 2016 | Prêmio de Popularidade                      | Red Velvet                   | Indicado  |
| 2016 | Prêmio de Popularidade Global               | Red Velvet                   | Indicado  |
| 2017 | Bonsang Digital                             | "Russian Roulette"           | Indicado  |
| 2017 | Disco Bonsang                               | Russian Roulette             | Indicado  |
| 2017 | Prêmio Ceci Asia Icon                       | Red Velvet                   | Venceu    |
| 2017 | Prêmio de Popularidade                      | Red Velvet                   | Indicado  |
| 2017 | Prêmio de Popularidade Asian Choice         | Red Velvet                   | Indicado  |
| 2018 | Daesang Digital                             | "Red Flavor"                 | Indicado  |
| 2018 | Bonsang Digital                             | "Red Flavor"                 | Venceu    |
| 2018 | Disco Bonsang                               | Perfect Velvet               | Indicado  |
| 2018 | Prêmio de Popularidade Global               | Red Velvet                   | Indicado  |
| 2019 | Daesang Digital                             | ''Bad Boy''                  | Indicado  |
| 2019 | Disco Bonsang                               | ''Sumer Magic''              | Indicado  |
| 2019 | Prêmio de Popularidade                      | Red Velvet                   | Indicado  |
| 2019 | NetEase Music Global Star Popularity Award  | Red Velvet                   | Indicado  |
| 2020 | Disco Bonsang                               | ''The Reve Festival: Day 1'' | Indicado  |
| 2020 | Prêmio de Popularidade                      | Red Velvet                   | Indicado  |
| 2020 | NetEase Music Fans' Choice K-pop Star Award | Red Velvet                   | Indicado  |

### Melon Music Awards
O Melon Music Awards é um grande show de prêmios musicais que é realizado anualmente na Coreia do Sul e organizado pela Kakao M através de sua loja de música online, Melon.
| Ano  | Categoria                      | Recipiente         | Resultado |
| ---- | ------------------------------ | ------------------ | --------- |
| 2014 | Prêmio Novato                  | Red Velvet         | Indicado  |
| 2015 | Melhor Dança Feminina          | "Ice Cream Cake"   | Venceu    |
| 2016 | Top 10 Artistas                | Red Velvet         | Venceu    |
| 2016 | Artista do Ano                 | Red Velvet         | Indicado  |
| 2016 | Melhor Videoclipe              | "Russian Roulette" | Venceu    |
| 2016 | Melhor Dança Feminina          | "Russian Roulette" | Indicado  |
| 2017 | Artista do Ano                 | Red Velvet         | Indicado  |
| 2017 | Top 10 Artistas                | Red Velvet         | Venceu    |
| 2017 | Prêmio Kakao Hot Star          | Red Velvet         | Indicado  |
| 2017 | Melhor Dança Feminina          | "Red Flavor"       | Indicado  |
| 2017 | Canção do Ano                  | "Rookie"           | Indicado  |
| 2018 | Top 10 Artistas                | Red Velvet         | Indicado  |
| 2018 | Prêmio de Popularidade Netizen | Red Velvet         | Indicado  |
| 2018 | Prêmio Kakao Hot Star          | Red Velvet         | Indicado  |
| 2019 | Prêmio de Popularidade Natizen | Red Velvet         | Indicado  |

#### Melon Popularity Award
| Ano  | Recipiente | Data        |
| ---- | ---------- | ----------- |
| 2018 | "Bad Boy"  | 12 de março |

### Mnet Asian Music Awards
O Mnet Asian Music Awards (abreviado como MAMA), anteriormente "M.net KM Music Festival" (MKMF) (1999-2008), é um grande show de música K-pop que é realizado pela Mnet Media anualmente na Coreia do Sul.
| Ano  | Categoria                                    | Recipiente             | Resultado |
| ---- | -------------------------------------------- | ---------------------- | --------- |
| 2015 | Melhor Performance de Dança - Grupo Feminino | "Ice Cream Cake"       | Venceu    |
| 2015 | UnionPay Canção do Ano                       | "Ice Cream Cake"       | Indicado  |
| 2016 | Hotels Combined Artista do Ano               | Red Velvet             | Indicado  |
| 2016 | Melhor Grupo Feminino                        | Red Velvet             | Indicado  |
| 2016 | Hotels Combined Canção do Ano                | "Russian Roulette"     | Indicado  |
| 2016 | Melhor Performance de Dança - Grupo Feminino | "Russian Roulette"     | Indicado  |
| 2017 | Artista do Ano                               | Red Velvet             | Indicado  |
| 2017 | KPOP Star Favorito de 2017                   | Red Velvet             | Indicado  |
| 2017 | Melhor Grupo Feminino                        | Red Velvet             | Venceu    |
| 2017 | Canção do Ano                                | "Red Flavor"           | Indicado  |
| 2017 | Melhor Performance de Dança - Grupo Feminino | "Red Flavor"           | Indicado  |
| 2018 | Album do Ano                                 | The Perfect Red Velvet | Indicado  |
| 2018 | Melhor Performance de Dança - Grupo Feminino | ''Bad Boy''            | Indicado  |
| 2018 | Melhor Grupo Feminino                        | Red Velvet             | Indicado  |
| 2018 | Melhor Dançarina - Feminino                  | Red Velvet             | Indicado  |
| 2019 | Melhor Grupo Feminino                        | Red Velvet             | Indicado  |
| 2019 | Top 10 Artistas                              | Red Velvet             | Indicado  |
| 2019 | Artista Feminina Favorita 2019 Qoo10         | Red Velvet             | Indicado  |
| 2019 | Melhor Performance de Dança - Grupo Feminino | Zimzalabim             | Indicado  |

### Seoul Music Awards
O Seoul Music Awards é um evento de premiação, fundado em 1990 e apresentado anualmente pela Sports Seoul, por realizações notáveis na indústria da música na Coreia do Sul.
| Ano  | Categoria                       | Recipiente | Resultado |
| ---- | ------------------------------- | ---------- | --------- |
| 2015 | Prêmio Bonsang                  | Red Velvet | Indicado  |
| 2015 | Prêmio de Novo Artista          | Red Velvet | Venceu    |
| 2015 | Prêmio de Popularidade          | Red Velvet | Indicado  |
| 2015 | Prêmio Especial Hallyu          | Red Velvet | Indicado  |
| 2016 | Prêmio Bonsang                  | Red Velvet | Venceu    |
| 2016 | Prêmio Daesang                  | Red Velvet | Indicado  |
| 2016 | Prêmio de Popularidade          | Red Velvet | Indicado  |
| 2016 | Prêmio Especial Hallyu          | Red Velvet | Indicado  |
| 2017 | Prêmio Bonsang                  | Red Velvet | Venceu    |
| 2017 | Prêmio Daesang                  | Red Velvet | Indicado  |
| 2017 | Prêmio de Popularidade          | Red Velvet | Indicado  |
| 2017 | Prêmio Especial Hallyu          | Red Velvet | Indicado  |
| 2018 | Prêmio Bonsang                  | Red Velvet | Venceu    |
| 2018 | Prêmio Daesang                  | Red Velvet | Indicado  |
| 2018 | Prêmio de Popularidade          | Red Velvet | Indicado  |
| 2018 | Prêmio Especial Hallyu          | Red Velvet | Indicado  |
| 2019 | Prêmio Bonsang                  | Red Velvet | Indicado  |
| 2019 | Prêmio Daesang                  | Red Velvet | Venceu    |
| 2019 | Prêmio de Popularidade          | Red Velvet | Indicado  |
| 2019 | Prêmio Especial Hallyu          | Red Velvet | Indicado  |
| 2020 | Prêmio Bonsang Melhor Album     | Red Velvet | Indicado  |
| 2020 | Prêmio Bonsang Digital          | Red Velvet | Indicado  |
| 2020 | Prêmio Daesang                  | Red Velvet | Venceu    |
| 2020 | Prêmio de Popularidade          | Red Velvet | Indicado  |
| 2020 | Prêmio K-Wave                   | Red Velvet | Indicado  |
| 2020 | Prêmio de Popularidade QQ Music | Red Velvet | Indicado  |

### Soribada Best K-Music Awards
| Ano  | Categoria                         | Recipiente | Resultado |
| ---- | --------------------------------- | ---------- | --------- |
| 2017 | Prêmio Bonsang                    | Red Velvet | Venceu    |
| 2017 | Prêmio Hallyu Icon                | Red Velvet | Venceu    |
| 2017 | Prêmio Daesang                    | Red Velvet | Indicado  |
| 2017 | Prêmio de Popularidade            | Red Velvet | Indicado  |
| 2018 | Prêmio Bonsang                    | Red Velvet | Pendente  |
| 2018 | Prêmio de Popularidade (Feminino) | Red Velvet | Pendente  |
| 2018 | Global Fandom Award               | Red Velvet | Pendente  |

### Korean Music Awards
O Korean Music Awards é um grande show de prêmios musicais que é realizado anualmente na Coreia do Sul. A cerimônia de premiação foi realizada pela primeira vez em 2004 e reconhece as conquistas feitas pelos artistas da música no ano passado. Os vencedores são decididos por um painel de juízes composto por críticos de música, PDs de rádio de música e outros profissionais da indústria.
| Ano  | Categoria         | Recipiente         | Resultado | Ref.          |
| ---- | ----------------- | ------------------ | --------- | ------------- |
| 2017 | Melhor Canção Pop | "Russian Roulette" | Indicado  |               |
| 2018 | Canção do Ano     | "Red Flavor"       | Indicado  | [ 14 ] [ 15 ] |
| 2018 | Melhor Canção Pop | "Red Flavor"       | Venceu    | [ 14 ] [ 15 ] |
| 2018 | Melhor Álbum Pop  | Perfect Velvet     | Indicado  | [ 14 ] [ 15 ] |

### Korean Entertainment Arts Awards
| Ano  | Categoria                      | Recipiente | Resultado |
| ---- | ------------------------------ | ---------- | --------- |
| 2015 | Prêmio Melhor Novato           | Red Velvet | Venceu    |
| 2016 | Prêmio Escolha dos Internautas | Red Velvet | Venceu    |
| 2017 | Melhor Grupo Feminino          | Red Velvet | Venceu    |

### Asia Artist Awards
O Asia Artist Awards é uma cerimônia de premiação organizada pela StarNews e pela MTN, empresas globais de mídia da Coreia do Sul. Honra realizações notáveis e contribuições internacionais de artistas asiáticos na televisão e na música.
| Ano  | Categoria                                 | Recipiente | Resultado |
| ---- | ----------------------------------------- | ---------- | --------- |
| 2016 | Artistas Mais Populares (Cantor) – Top 50 | Red Velvet | Indicado  |
| 2017 | Artistas Mais Populares (Cantor) - Top 50 | Red Velvet | Indicado  |

## Outros prêmios
| Ano                                              | Prêmio                               | Trabalho nomeado | Resultado |
| ------------------------------------------------ | ------------------------------------ | ---------------- | --------- |
| SBS MTV Best of the Best                         |                                      |                  |           |
| 2014                                             | Melhor Novo Artista                  | Red Velvet       | Indicado  |
| 2014                                             | Melhor Canção de Remake              | "Be Natural"     | Venceu    |
| SBS Gayo Daejeon                                 |                                      |                  |           |
| 2014                                             | Melhor Novo Artista                  | Red Velvet       | Indicado  |
| Simply K-Pop Awards                              |                                      |                  |           |
| 2015                                             | Melhor Performance de Grupo Feminino | Red Velvet       | Venceu    |
| MBC Music Show Champion Awards                   |                                      |                  |           |
| 2015                                             | Melhor Performance de Grupo Feminino | "Dumb Dumb"      | Indicado  |
| Social Welfare 2017                              |                                      |                  |           |
| 2017                                             | Prêmio do Prefeito de Seul           | Red Velvet       | Venceu    |
| Sports DongA Awards                              |                                      |                  |           |
| 2017                                             | Rainhas do Verão do Ano              | Red Velvet       | Venceu    |
| Korean Entertainment Producer Association Awards |                                      |                  |           |
| 2018                                             | Artista do Ano                       | Red Velvet       | Venceu    |
| Korea Producer Awards                            |                                      |                  |           |
| 2018                                             | Prêmio Intérprete (categoria Cantor) | Red Velvet       | Venceu    |
| KBS World Global Fan Awards                      |                                      |                  |           |
| 2018                                             | Melhor Artista (Feminino)            | Red Velvet       | Venceu    |

## Programas musicais

### Music Bank
Music Bank é um programa musical sul-coreano da KBS. Red Velvet ganhou nove vezes até junho de 2019.
| Ano  | Data            | Canção              |
| ---- | --------------- | ------------------- |
| 2015 | 27 de março     | Ice Cream Cake      |
| 2016 | 25 de março     | One Of These Nights |
| 2017 | 10 de fevereiro | Rookie              |
| 2017 | 17 de fevereiro | Rookie              |
| 2017 | 21 de julho     | Red Flavor          |
| 2018 | 9 de fevereiro  | Bad Boy             |
| 2018 | 17 de agosto    | Power Up            |
| 2018 | 24 de agosto    | Power Up            |
| 2019 | 28 de junho     | Zimzalabim          |
| 2019 | 30 de agosto    | Umpah Umpah         |
| 2020 | 03 de janeiro   | Psycho              |
| 2020 | 10 de janeiro   | Psycho              |

### Inkigayo
Inkigayo é um programa musical sul-coreano transmitido pela SBS. Red Velvet ganhou treze vezes até junho de 2019.
| Ano  | Data            | Canção              |
| ---- | --------------- | ------------------- |
| 2015 | 28 de março     | Ice Cream Cake      |
| 2015 | 20 de setembro  | Dumb Dumb           |
| 2016 | 27 de março     | One Of These Nights |
| 2016 | 25 de setembro  | Russian Roulette    |
| 2017 | 12 de fevereiro | Rookie              |
| 2017 | 19 de fevereiro | Rookie              |
| 2017 | 23 de julho     | Red Flavor          |
| 2017 | 10 de dezembro  | Peek-A-Boo          |
| 2018 | 14 de janeiro   | Peek-A-Boo          |
| 2018 | 11 de fevereiro | Bad Boy             |
| 2018 | 19 de agosto    | Power Up            |
| 2018 | 26 de agosto    | Power Up            |
| 2019 | 30 de junho     | Zimzalabim          |
| 2019 | 01 de setembro  | Umpah Umpah         |
| 2020 | 05 de janeiro   | Psycho              |
| 2020 | 12 de janeiro   | Psycho              |
| 2020 | 19 de janeiro   | Psycho              |

### The Show
The Show (hangul: 더 쇼)  é um programa musical sul-coreano exibido pela SBS MTV. Red Velvet ganhou sete vezes até 2018.
| Ano  | Data           | Canção              |
| ---- | -------------- | ------------------- |
| 2015 | 31 de março    | Ice Cream Cake      |
| 2015 | 15 de setembro | Dumb Dumb           |
| 2016 | 22 de março    | One Of These Nights |
| 2016 | 13 de setembro | Russian Roulette    |
| 2016 | 20 de setembro | Russian Roulette    |
| 2017 | 7 de fevereiro | Rookie              |
| 2018 | 21 de agosto   | Power Up            |
| 2019 | 27 de agosto   | Umpah Umpah         |

### Show Champion
Show Champion é um programa musical sul-coreano exibido pela MBC Music. Red Velvet ganhou onze vezes até junho de 2019.
| Ano  | Data            | Canção              |
| ---- | --------------- | ------------------- |
| 2015 | 1 de abril      | Ice Cream Cake      |
| 2015 | 16 de setembro  | Dumb Dumb           |
| 2016 | 23 de março     | One Of These Nights |
| 2016 | 21 de setembro  | Russian Roulette    |
| 2017 | 8 de fevereiro  | Rookie              |
| 2017 | 15 de fevereiro | Rookie              |
| 2017 | 19 de julho     | Red Flavor          |
| 2018 | 7 de fevereiro  | Bad Boy             |
| 2018 | 15 de agosto    | Power Up            |
| 2018 | 22 de agosto    | Power Up            |
| 2019 | 26 de junho     | Zimzalabim          |
| 2019 | 28 de agosto    | Umpah Umpah         |

### M Countdown
M Countdown é um programa musical sul-coreano transmitido pela Mnet. Red Velvet ganhou quatorze vezes até junho de 2019.
| Ano  | Data            | Canção              |
| ---- | --------------- | ------------------- |
| 2015 | 2 de abril      | Ice Cream Cake      |
| 2015 | 17 de setembro  | Dumb Dumb           |
| 2015 | 24 de setembro  | Dumb Dumb           |
| 2016 | 24 de março     | One Of These Nights |
| 2016 | 15 de setembro  | Russian Roulette    |
| 2016 | 22 de setembro  | Russian Roulette    |
| 2017 | 9 de fevereiro  | Rookie              |
| 2017 | 16 de fevereiro | Rookie              |
| 2017 | 20 de julho     | Red Flavor          |
| 2018 | 8 de fevereiro  | Bad Boy             |
| 2018 | 15 de fevereiro | Bad Boy             |
| 2018 | 23 de agosto    | Power Up            |
| 2018 | 30 de agosto    | Power Up            |
| 2019 | 27 de junho     | Zimzalabim          |
| 2019 | 29 de agosto    | Umpah Umpah         |

### Show! Music Core
Show! Music Core é um programa de televisão musical sul-coreano transmitido pela MBC. Red Velvet venceu quatro vezes no Show! Music Core com "Ice Cream Cake", "Red Flavor", "Power Up" e "Zinzalabim".
| Ano  | Data          | Canção         |
| ---- | ------------- | -------------- |
| 2015 | 4 de abril    | Ice Cream Cake |
| 2017 | 22 de julho   | Red Flavor     |
| 2018 | 18 de agosto  | Power Up       |
| 2019 | 29 de junho   | Zimzalabim     |
| 2019 | 31 de agosto  | Umpah Umpah    |
| 2020 | 04 de janeiro | Psycho         |
| 2020 | 11 de janeiro | Psycho         |
| 2020 | 18 de janeiro | Psycho         |